# Craig Chaquico
Craig Chaquico (Sacramento, Califórnia, 26 de setembro de 1954) é um guitarrista estadunidense de descendência portuguesa e nativo americana.

## Carreira
Chaquico foi criado em Sacramento, Califórnia, e frequentou a La Sierra High School. Começou a tocar guitarra ainda jovem e aos 14 anos de idade já tocava profissionalmente em casas noturnas. Durante grande parte de sua carreira, ele viveu nas proximidades de São Francisco e foi intimamente associado com a música daquela cidade. Paul Kantner, da banda de rock psicadélico Jefferson Airplane, o viu tocar e convidou Chaquico para acompanhá-lo em uma série de sessões de gravação e shows. Durante esse período, os membros do Airplane, Grateful Dead, Quicksilver Messenger Service e Crosby, Stills & Nash (and Young), frequentemente apareceram juntos em apresentações e gravações, e Chaquico tocou ao lado de uma série de músicos, incluindo Jerry Garcia, David Crosby, David Freiberg e Carlos Santana. Sua primeira gravação foi com Kantner e Grace Slick, em 1971, em seu álbum duplo, Sunfighter.
Depois de informalmente ter se juntado ao recém-renomeado Jefferson Starship, ele esperava voltar à escola depois de uma turnê. Em vez disso, Slick e Kantner aproximaram-se dele em 1974, convidando-o para se juntar a banda permanentemente. Chaquico aproveitou a chance.
Chaquico permaneceu quando Kantner saiu e a banda se transformou em Starship. Ele co-escreveu a canção "Find Your Way Back" do álbum Modern Times, lançado em 1981. Uma versão smooth jazz desta mesma melodia também aparece no álbum solo de Chaquico, Planet Acoustic, de 1994.
Quando o Starship se separou, Chaquico formou a Big Bad Wolf, uma banda de hard rock na mesma linha de Starship. Gravaram apenas um álbum antes de se separarem. Ele então se aventurou em uma nova carreira como um guitarrista de jazz contemporâneo/new age. Chaquico colaborou com Ozzie Ahlers para os seus dez álbuns solo desde 1993, o mais famoso deles é o segundo, Planet Acoustic, de 1994, que rendeu uma indicação ao Grammy Award de melhor álbum de new age. Desde então Chaquico tem consolidado sua posição como um dos artistas que mais vendem no estilo jazz contemporâneo e new age.

## Discografia

### Com Paul Kantner e/ou Grace Slick (como guitarrista principal)
- Sunfighter (Kantner & Slick) (1971)
- Baron von Tollbooth and the Chrome Nun (Kantner, Slick, Freiberg) (1973)
- Manhole (Grace Slick) (1974)
- Planet Earth Rock and Roll Orchestra (Paul Kantner) (1983)

### Com Jefferson Starship (como guitarrista principal)
- Dragon Fly (1974)
- Red Octopus (1975)
- Spitfire (1976)
- Earth (1978)
- Gold (1979)
- Freedom at Point Zero (1979)
- Modern Times (1981)
- Winds of Change (1983)
- Nuclear Furniture (1984)

### Com Starship (como guitarrista principal)
- Knee Deep in the Hoopla (1985)
- No Protection (1987)
- Love Among the Cannibals (1989)
- Greatest Hits (Ten Years and Change 1979-1991)
- The Best of Starship (1993)

### Solo
- Acoustic Highway (1993)
- Acoustic Planet (1994)
- A Thousand Pictures (1996)
- Once in a Blue Universe (1997)
- From the Redwoods to the Rockies – com Russ Freeman (1998)
- Four Corners (1999)
- Panorama: The Best of Craig Chaquic (2000)
- Shadow and Light (2002)
- Midnight Noon (2004)
- Holiday (2005) – álbum natalino
- Follow the Sun (2009)
- Fire Red Moon (2011)

### Diversos
- Child of Nature Jack Traylor & Steelwind (1973)
- Rock 'n Roll Again Commander Cody (1977)
- Alive Alone Mickey Thomas (1981)
- Gregg Rolie Gregg Rolie (de Santana e Journey) (1985)
- Only a Moment Away Joan Burton (1993)
- 3rd Force 3rd Force (1994)
- KKSF 103.7 FM Sampler for AIDS Relief (Vol. 5, 1994)
- Harley Davidson Road Songs (1994)
- Force of Nature 3rd Force (1995)
- Apurimac III: Nature Spirit Pride Cusco (1997)
- Vital Force 3rd Force (1997)
- KKSF 103.7 FM Sampler for AIDS Relief (Vol. 9, 1998)
- Force Field 3rd Force (1999)
- KKSF 103.7 FM Sampler for AIDS Relief (Vol. 11, 2000)
- New Found Freedom Tom Scott (2002)
- Gentle Force 3rd Force (2002)
- Craig Chaquico também trabalhou na música do jogo eletrônico Sid Meier's Civilization III.